# Angel (Jimi Hendrix)
Angel è un brano musicale scritto e registrato da Jimi Hendrix. La canzone venne dapprima inclusa nell'album The Cry of Love pubblicato postumo nel 1971, e nell'aprile seguente fu pubblicata come singolo promozionale estratto dall'LP in questione. Negli Stati Uniti come B-side del singolo venne inclusa Freedom mentre in Gran Bretagna per il lato B venne selezionata Night Bird Flying.

## Il brano
Alcuni critici hanno suggerito l'ipotesi che "l'angelo" citato nella canzone possa riferirsi non solo ad una idealizzata figura femminile, ma specificatamente alla madre defunta di Jimi, Lucille Hendrix, che gli sarebbe apparsa in sogno ispirandogli la composizione del brano circa alla fine del 1967 (esiste un primo demo della canzone datato ottobre 1967).
Versi tratti dal testo della canzone furono recitati durante il funerale di Hendrix.
Una versione embrionale di Angel è stata inclusa nel disco del 1997 South Saturn Delta, una compilation di nastri demo di Hendrix, brani incompleti e missaggi alternativi di brani noti.

## Tracce singolo USA
1. Angel - 4:25
2. Freedom - 3:24

## Tracce singolo UK
1. Angel - 4:25
2. Night Bird Flying - 3:50

## Cover
- Nel 1972, Rod Stewart registrò e pubblicò come singolo una cover di Angel inclusa nel suo album Never a Dull Moment.
- Nel 1990 Tori Amos reinterpretò il brano sul suo album Tales of a Librarian.
- Nel 1993  Il gruppo Spin 1ne 2wo reinterpretò Angel nell'album omonimo Spin 1ne 2wo.
- Nel 1995 la musicista Dee Carstensen incluse la sua cover del brano nell'album Regarding The Soul in una versione per arpa.
- L'album The Gil Evans Orchestra Plays the Music of Jimi Hendrix contiene una rilettura in chiave jazz di Angel.
- Nel 2008, una cover del brano è stata inclusa nell'album Loaded dei The Wood Brothers.